# Hypholoma
Hypholoma (Paul Kummer, 1871) este un gen de ciuperci saprofite al încrengăturii Basidiomycota în ordinul Agaricales din familia Strophariaceae. Conform Index Fungorum, există global peste 320 de specii, în Europa trăiesc mai mult de 30 care pot fi dovedite, fiind împărțite în 2 secții și 4 subsecții. Soiurile pot fi comestibile, necomestibile sau otrăvitoare. În general, apar în ciorchini sau aglomerări, care provin din lemnul degradat pe sau sub pământ sau la baza de cioturi moarte ori bușteni. Timpul apariției este, dependent de specie, din mai până toamna târziu. Tip de specie este Hypholoma fasciculare (gheba pucioasă).

## Taxonomie

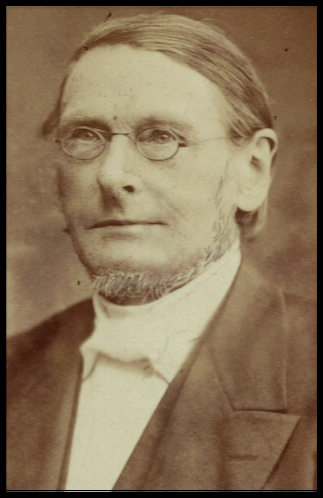
Paul Kummer

Numele binomial este Agaricus trib. Hypholoma, descris de renumitul micolog suedez Elias Magnus Fries în volumul 1 al trilogiei sale Systema Mycologicum din 1821.
Numele generic însă este Hypholoma, hotărât de micologul german Paul Kummer în opera sa Der Führer in die Pilzkunde: Anleitung zum methodischen, leichten und sicheren Bestimmen der in Deutschland vorkommenden Pilze mit Ausnahme der Schimmel- und allzu winzigen Schleim- und Kern-Pilzchen („Ghid pentru știința micologiei, fără ciupercuțe de mucegai și prea mici mucoase și nucleici”) din 1871, fiind numele curent valabil (2025). 
Sinonim obligatoriu este Psilocybe subgen. Hypholoma (Fr.) Noordel., creat de micologul neerlandez Machiel Evert Nordeloos (n. 1949), de verificat în volumul 16 al jurnalului micologic Persoonia din 1995.
Denumirea Nematoloma al micologului finlandez Petter Adolf Karsten din 1879 nu mai este folosită.
Numele generic Hypholoma, înseamnă „ciuperci cu fire”. Această denumire poate fi o referire la vălul parțial sub formă de fir care conectează marginea pălăriei de tulpină și acoperă lamelele corpurilor fructiferi tineri, deși unele autorități sugerează că este o referire la rizomorfele sub formă de fir (mănunchiuri de hife micelele asemănătoare rădăcinii) care radiază de la baza piciorului.

## Descriere

### Privire de ansamblu
Genul este răspândit în întreaga lume și cei mai cunoscuți reprezentanți ai săi cresc pe lemn mort, în timp ce alții cresc în mușchi, uneori pe mlaștini. Așadar, două grupuri de specii foarte diferite în ecologie și aspect, alcătuiesc Hypholoma. Primul grup conține o mână de specii bine cunoscute, de dimensiuni medii, care cresc în grupuri pe lemn mort. Hypholoma fasciculare poate fi cea mai răspândită și comună dintre aceste specii. Al doilea grup conține specii mici (uneori foarte mici), greu de identificat, care cresc singure, împrăștiate sau gregar, în primul rând printre mușchi sau în noroi, în special în mlaștini cu mușchiul de turbă Sphagnum sau mlaștini reci de conifere. În special, membrii celui de-al doilea grup sunt mutați în mod constant între Hypholoma, Psilocybe, Pholiota și alte genuri (inclusiv noul ridicat Bogbodia ). Identificarea speciilor Hypholoma din primul grup, putregaiuri de lemn mai mari, este o chestiune de observare atentă a caracteristicilor macroscopice - deși liniile dintre specii par să devină neclare în multe colecții. Dar identificarea micilor bureți între noroi și mușchi ar trebui lăsată pe seama celor cărora le place să lucreze cu microscoape, pentru că morfologia sporilor și a cistidelor folosite pentru a separa speciile, arată aproape la fel cu ochiul liber.

### Hypholoma din primul grup

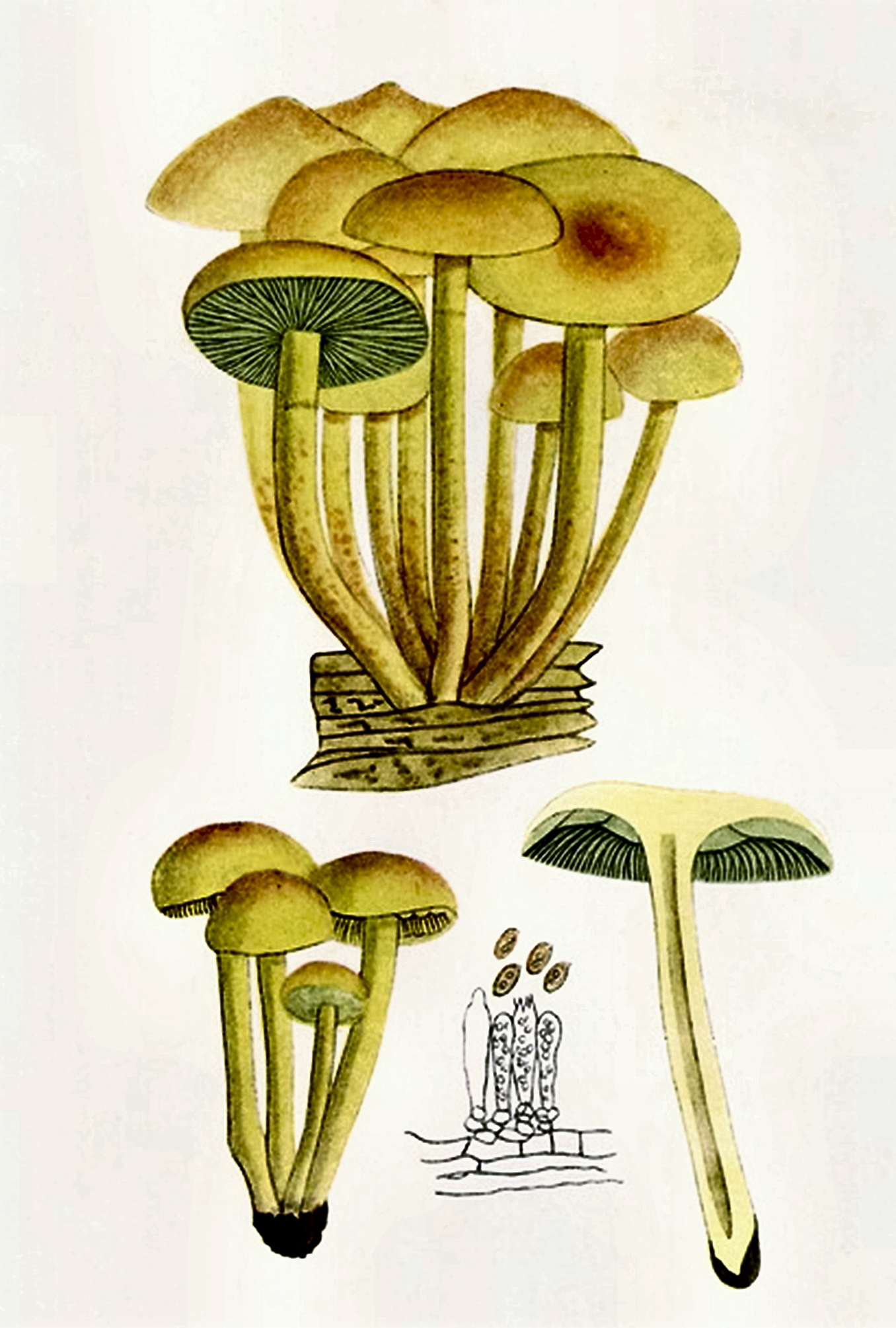
Bres.: Hypholoma fasciculare

- Pălăria: moderat cărnoasă, higrofană, cu un diametru de 2-7 (9) cm, este subțire (în special spre margine), inițial convexă sau turtit conică, marginal curbată, aplatizând odată cu maturizarea, atunci, la diverse specii, ori cu un gurgui central foarte extins, ori cu o mică adâncitură. Cuticula bine pigmentată este netedă, umedă, formând un inel distic al vălului, care persistă sub formă de fragmente sau o margine mătăsoasă pe marginea pălăriei. Coloritul poate fi galben până la portocaliu, roșiatic sau galben-măsliniu până la brun-măsliniu pal.
- Lamele: subțiri, nu prea înalte, bifurcate, cu lameluțe mai scurte intercalate, adesea foarte dense, confluente cu tulpina și aderente la picior sau bulbos-libere, uneori marginalizate gălbui când sunt tinere, apoi adesea de culoare gri-violet până la brun-violaceu. Speciile din acest gen sunt ușor de recunoscut deoarece sporii întunecați creează un efect verzui distinctiv pe partea inferioară a pălăriei galbene. În timpul creșterii, corpul fructifer tânăr este înconjurat de un văl sub formă de fir ce se găsește doar pe corpurile fructifere foarte tinere ale speciilor.
- Piciorul: cărnos și ferm sau fragil, fibros, nu rar elastic, lipit central de pălărie, cu o înălțime de 4-8 cm și o lățime de 0,3-0,8 (1,3) cm, este cilindric, adesea ușor îndoit și/sau curbat precum gol pe dinăuntru. Suprafața de culoare mai deschisă decât pălăria, pe fond netedă, este adesea presărată cu scvame de culoare mai închisă (brun până la brun negricios). Prezintă un inel format de o membrană subțire și franjurată, fiind lipită de picior ca un inel fals care dispare după scurt timp (rest al vălului parțial = velum partiale). Nu formează niciodată un inel membranos. Mănunchiuri de rizomorfe iradiază spre exterior de la baza tulpinii.
- Carnea: albicioasă până galbenă a pălăriei este cărnoasă și fermă, la altele fragilă,  piciorul fiind fibros, rigid și elastic. Nu se decolorează după tăiere. Mirosul și gustul depinde de specie.
- 'Caracteristici microscopice: are spori maro-violacei închis până la aproape negru destul de mici, netezi cu pereți îngroșați, un por apical și un por germinativ vizibil precum prezența de crisocistide. Amprenta lor poate fi brun-violaceu, purpuriu, uneori brun-ruginiu mat. Basidiile cilindrice până clavate cu un cârlig la bază poartă 2-4 sterigme fiecare. Cistidele (elemente sterile situate în stratul himenal sau printre celulele din pielița pălăriei și a piciorului, probabil cu rol de excreție) sunt bulbos-clavate. Pleurocistidele se formează sub formă de crisocistide.[4][5] Crisocistidele au substanțe refractoare a luminii cu conținut galben sau amorf care se îngălbenesc în hidroxid de potasiu sau amoniac.[12]

- Reacții chimice:  genul reacționează în coajă și carne adesea cu hidroxid de potasiu, sulfat de fier și cu tinctură de Guaiacum.[13]

## Secții, subsecții și specii
Conform Index Fungorum există global peste 320 de specii, în Europa mai mult de 30 care pot fi dovedite. Ele sunt împărțite în 2 secții și 4 subsecții.

### Secții și subsecții
| - Hypholoma sect. Hypholoma (Fr.) P.Kumm., 1871 (Strophariaceae) - Hypholoma sect. neocaledonicae Guzmán, 2004 (Strophariaceae) - Hypholoma subsect. elongata (Noordel.) Noordel. 2011, (Strophariaceae) - Hypholoma subsect. ericaea (Noordel.) Noordel. 2011, (Strophariaceae) - Hypholoma subsect. hypholoma (Fr.) P. Kumm., 1871 (Strophariaceae) - Hypholoma subsect. tuberosa Noordel., 2011 (Strophariaceae) |

### Specii ale genului Hypholoma (selecție)
În urmare o selecție de specii din cele peste 320 listate în Index Fungorum . Specii europene sunt marcate cu 'E'.
| - Hypholoma acutum (Cooke) E.Horak, 1971 'E' - Hypholoma aporum Pegler, 1977 - Hypholoma australe (Murrill) Murrill, 1943 - Hypholoma australianum Redhead, 2014 - Hypholoma brunneum (Massee) D.A.Reid, 1956 - Hypholoma californicum Earle, 1902 - Hypholoma castilloi (Singer) Raithelh., 1980 - Hypholoma confusum Dennis, 1961 - Hypholoma capnoides (Fr.) P.Kumm., 1871 'E' - Hypholoma dispersum (Fr.) Quél., 1872 'E' - Hypholoma elongatipes (Peck) A.H.Sm., 1941 - Hypholoma elongatum (Pers.) Ricken, 1912 'E' - Hypholoma epixanthum (Fr.) Quél. 1872 - Hypholoma ericaeoides P.D.Orton, 1960 'E' - Hypholoma ericaeum (Pers.: Fr.) Kühner, 1936 'E' - Hypholoma eximium ( C.Laest.) Rald, 1991 - Hypholoma fasciculare (Hudson : Fr.) P.Kumm. 1871 'E' | - Hypholoma fasciculare var. pusillum J.E.Lange, 1923 'E' - Hypholoma flavorhizum Kalamees & Shchukin, 1986 - Hypholoma flavovirens Murrill, 1918 - Hypholoma fragile Peck, 1909 - Hypholoma frowardii ( Speg.) Garrido, 1985 - Hypholoma humidicola (Murrill) Redhead & Malloch, 2010 - Hypholoma laeticolor (F.H.Møller) P.D.Orton 1960 'E' - Hypholoma lapponicum (Fr.) M.M.Moser, 1967 'E' - Hypholoma lateritium (Schaeff. : Fr.) P.Kumm., 1871 'E' - Hypholoma litorale A.Vizzini, M.Contu & E.Musumeci, 2010 'E' - Hypholoma marginatum (Pers. : Fr. ) J.Schröt., 1889 'E' - Hypholoma murinacea Beeli, 1938 'E' - Hypholoma myosotis (Fr. : Fr.) M.Lange, 1955 'E' - Hypholoma ornellum (Peck) Morgan, 1908 - Hypholoma peckianum Kauffman, 1918 - Hypholoma perplexum (Peck) Sacc., 1887 - Hypholoma polylepidis Dennis, 1961 - Hypholoma polytrichi (Fr.) Ricken, 1912 'E' | - Hypholoma popperianum (Singer) Guzmán, 1999 - Hypholoma puiggarii (Speg.) Raithelh. 1985 'E' - Hypholoma olivaceotinctum (Kauffman 1926) Pomerleau 1984 - Hypholoma peregrinum Massee, 1907 - Hypholoma polytrichi (Fr.) Ricken, 1912 'E' - Hypholoma radicosoides Raithelh., 1990 'E' - Hypholoma radicosum J.E.Lange, 1923 'E' - Hypholoma rickenii Henri RomagnesiRomagn., 1977 'E' - Hypholoma rubrococcineum (Balletto) Nonis, 1994 - Hypholoma solitarium Rick, 1961 'E' - Hypholoma subdispersum Dennis, 1955 - Hypholoma subericaeum (Fr.) Kühner, 1936 'E' - Hypholoma stuppeum Sacc, 1887 - Hypholoma tuberosum Redhead & Kroeger, 1987 - Hypholoma udum (Pers.) Quél., 1876 'E' - Hypholoma vinosum Kauffman, 1918 - Hypholoma xanthocephalum P.D.Orton, 1984 'E' |

### Specii ale genului Hypholoma în imagini (selecție)

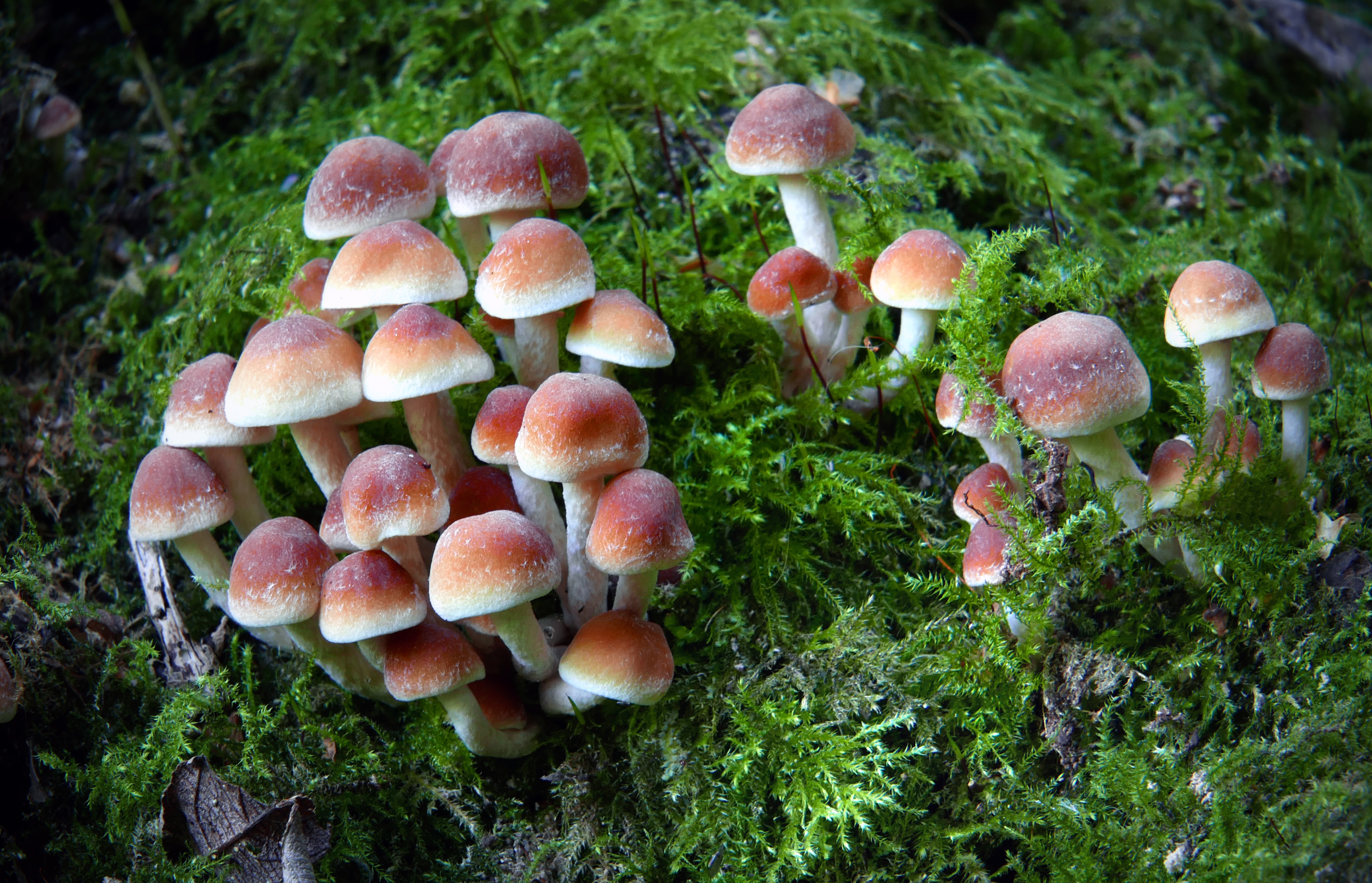
H. acutum  !
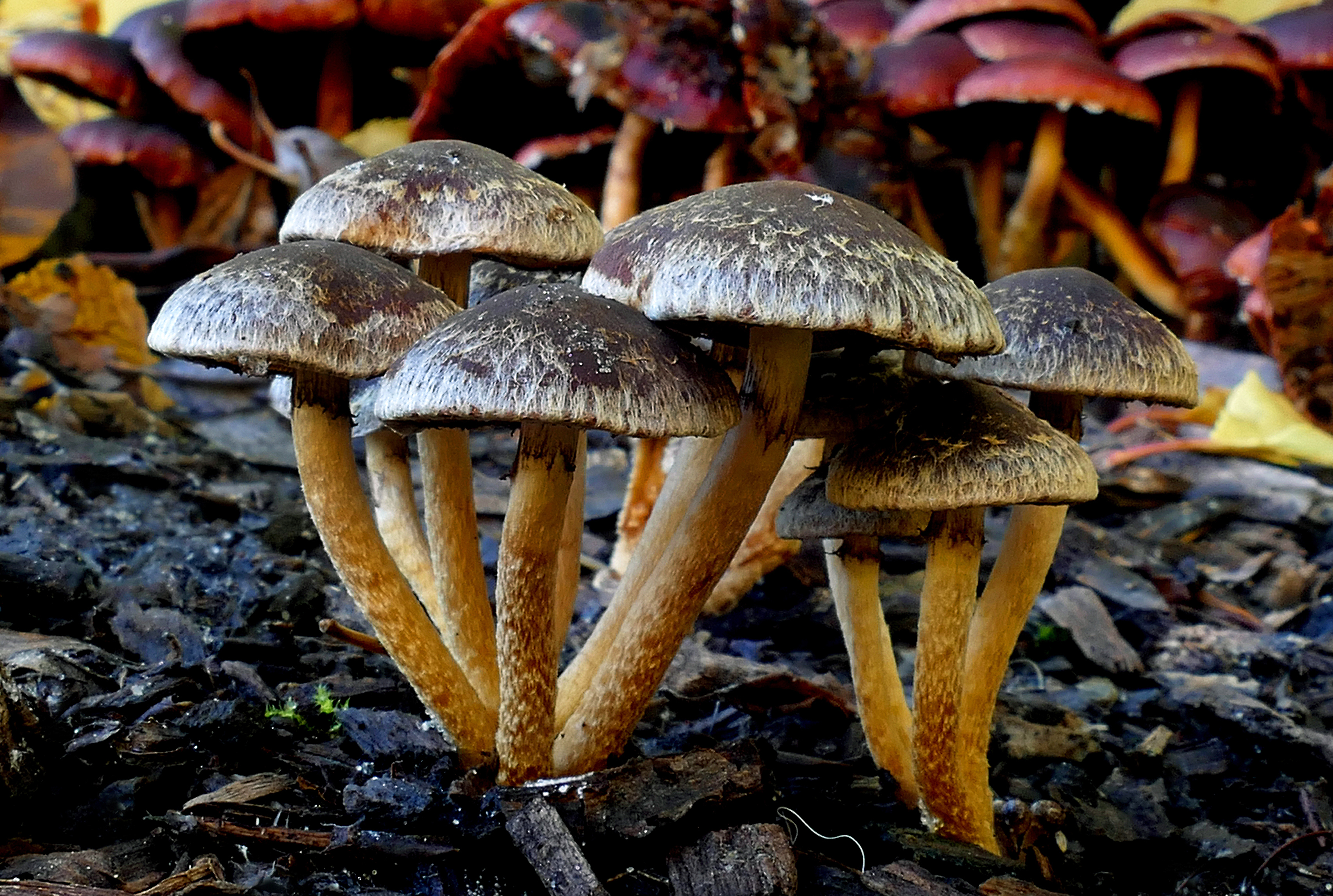
H. brunneum  !
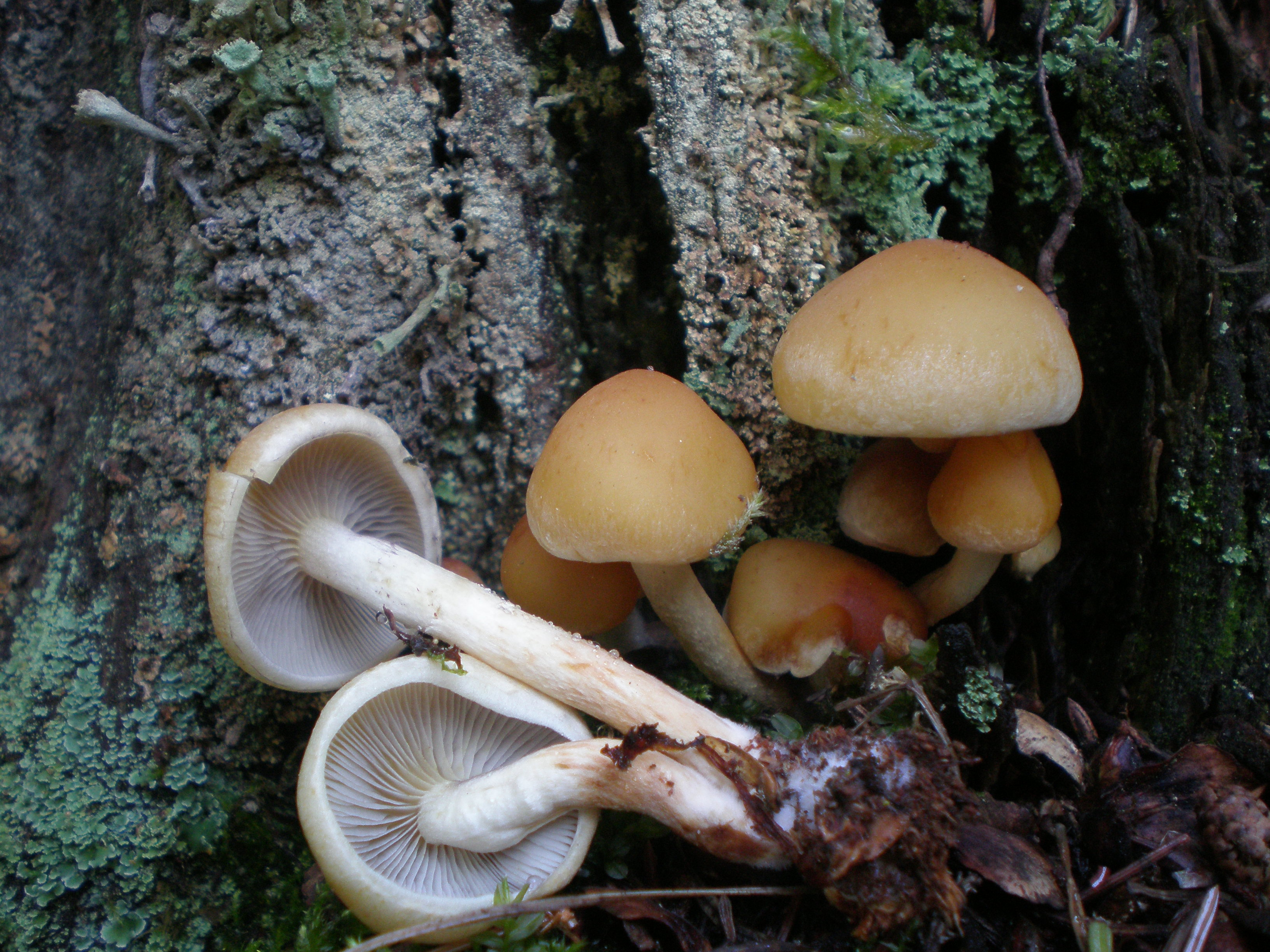
H. capnoides
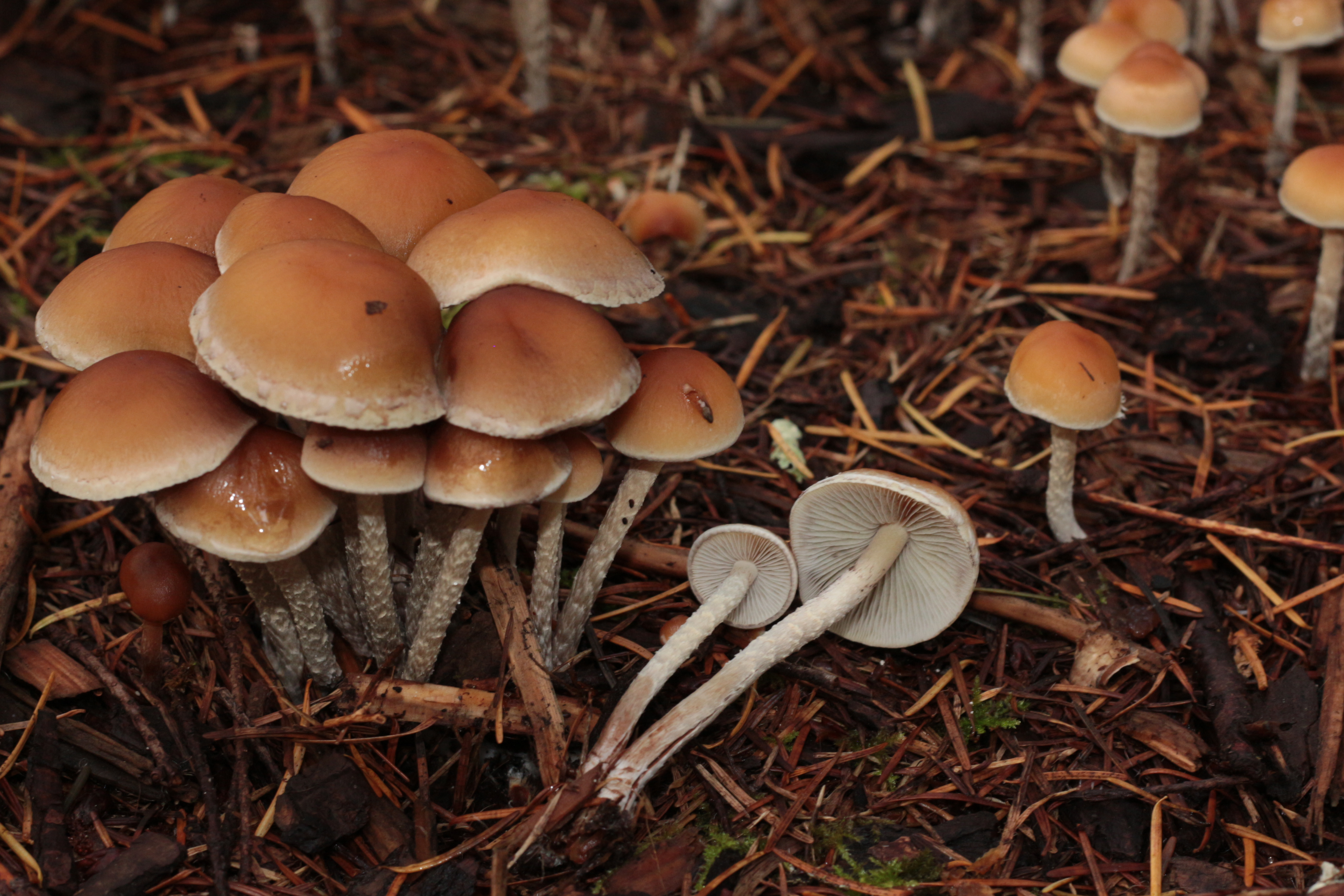
H. dispersum  !
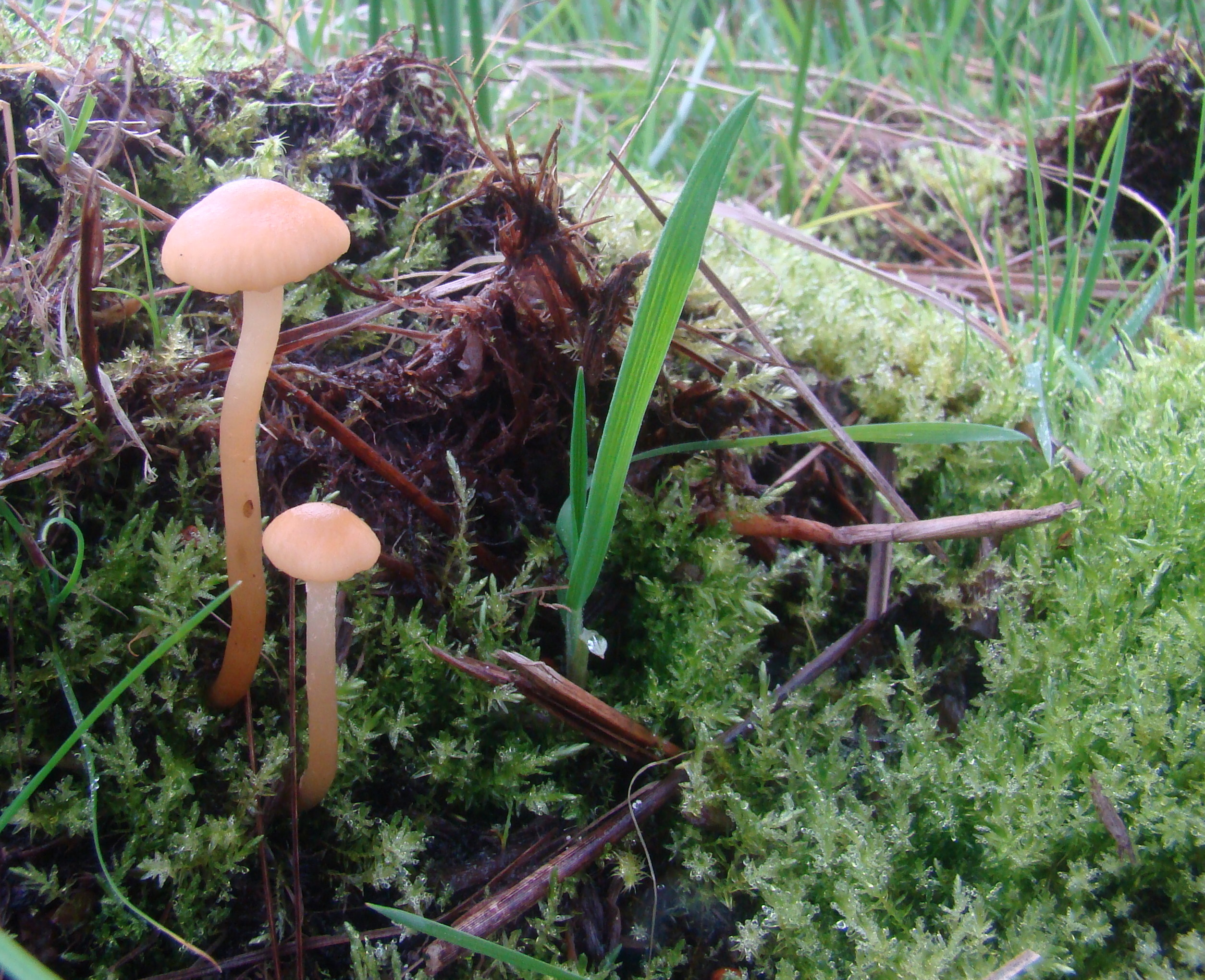
H. elongatum  !!

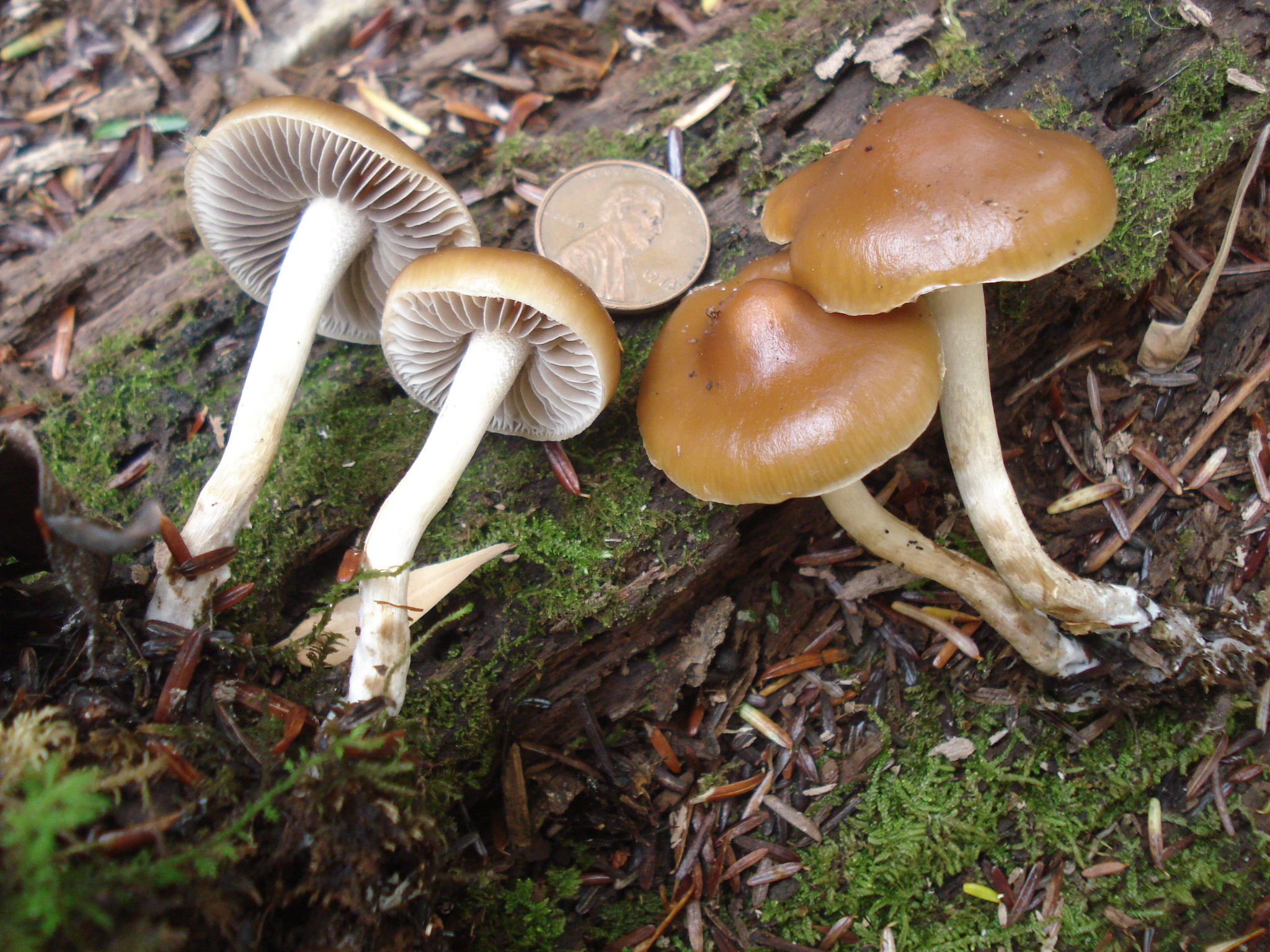
H. ericaeum  !
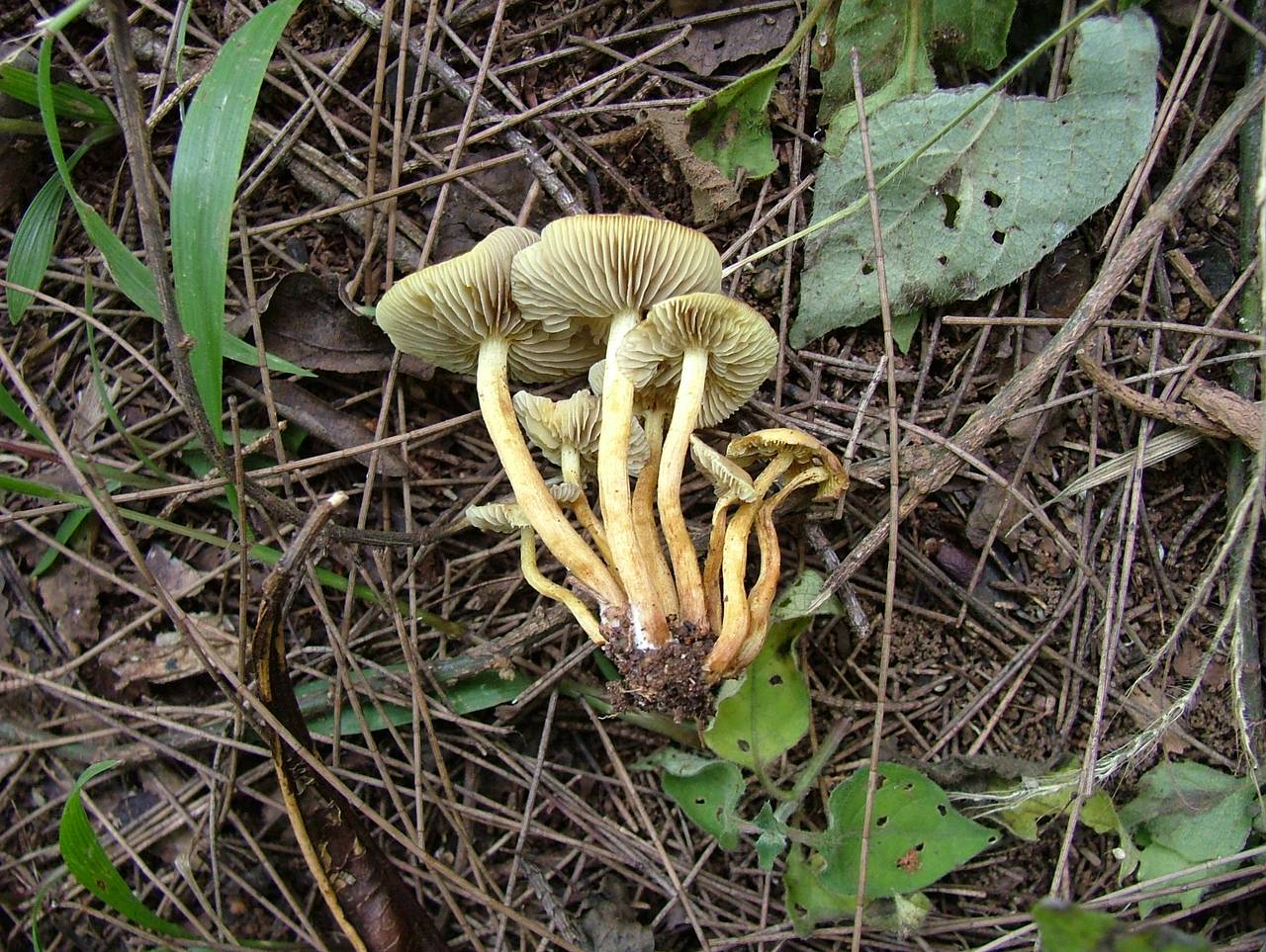
H. fasciculare  !!
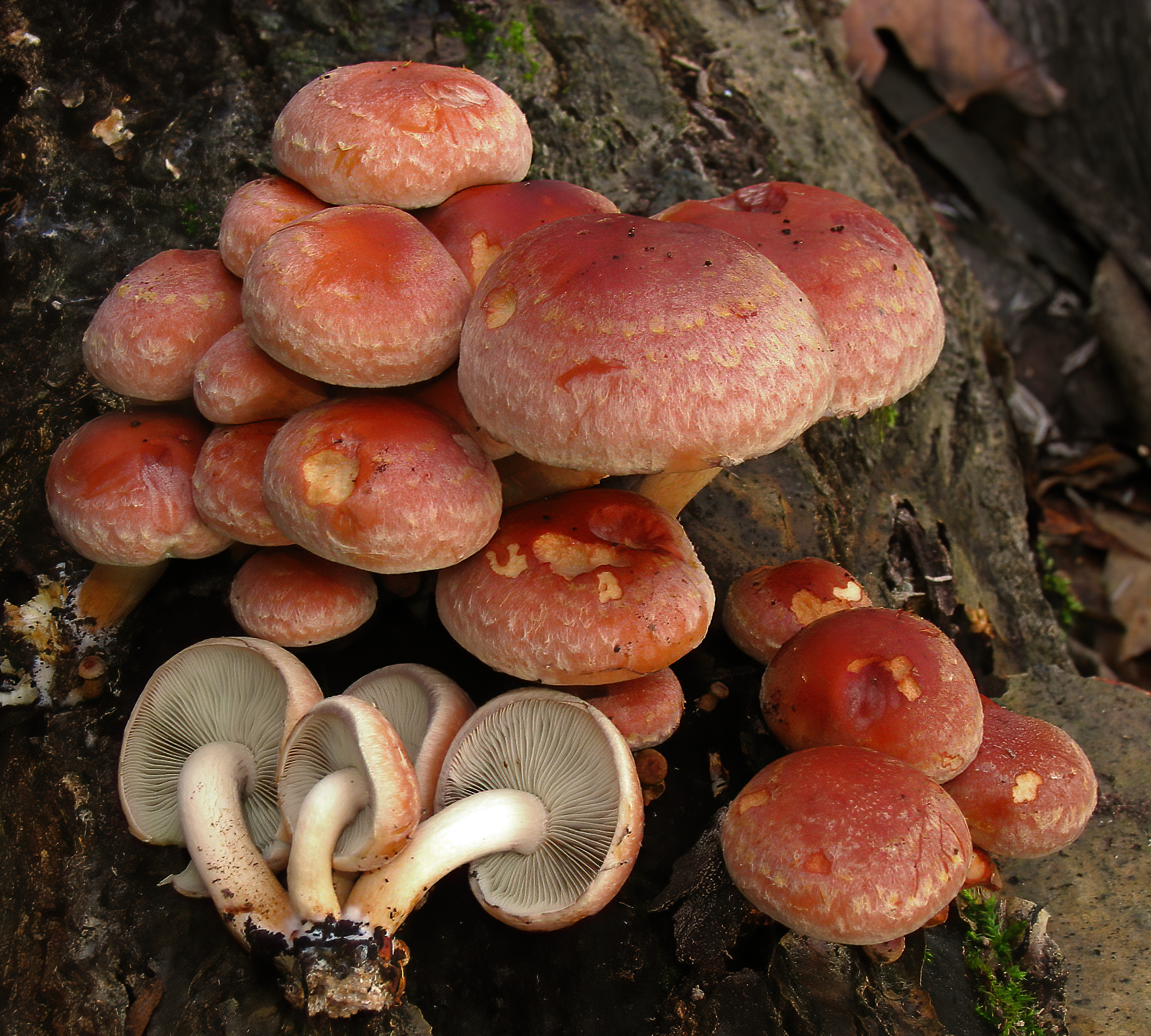
H. lateritium  !!
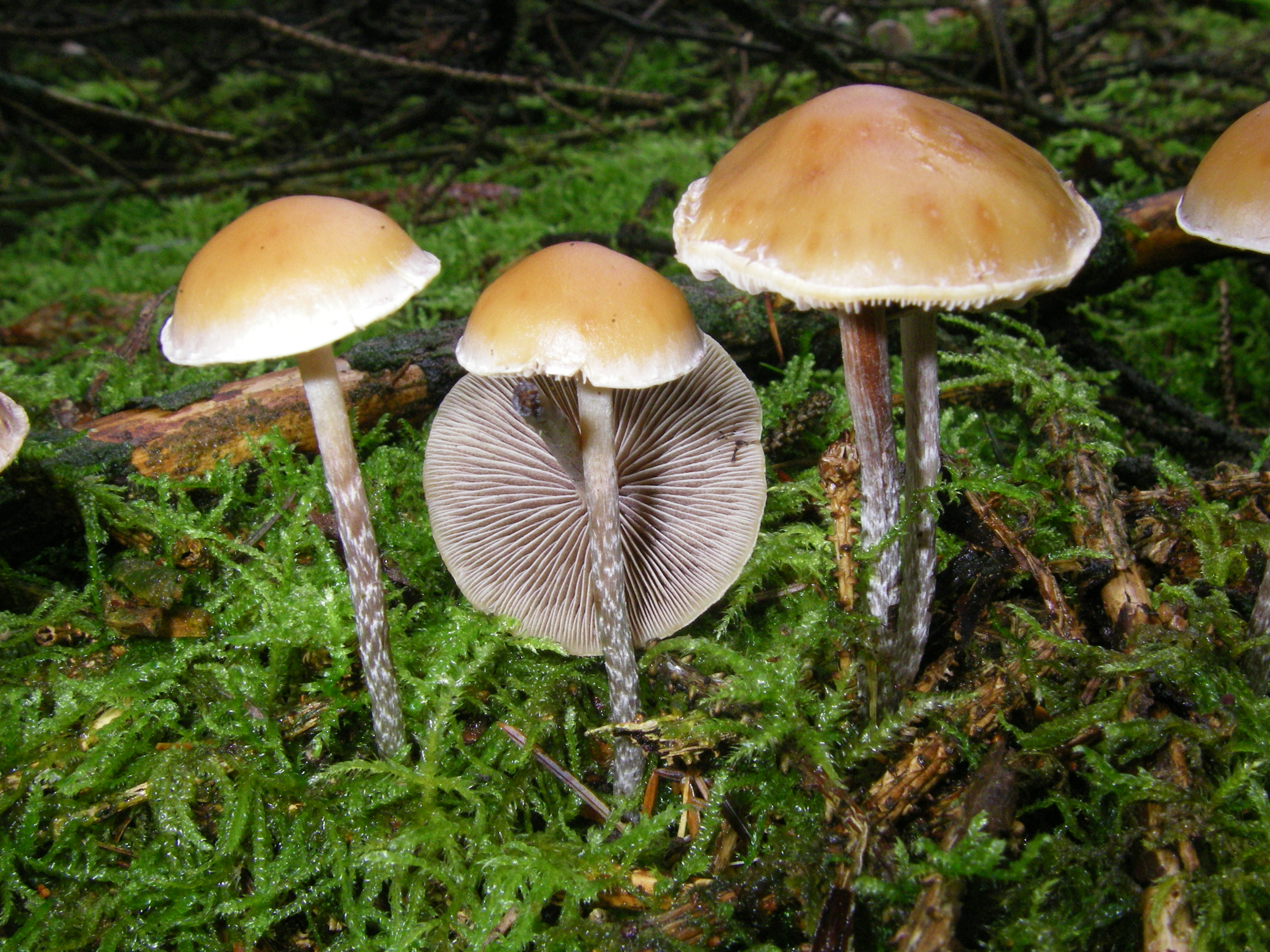
H. marginatum  !
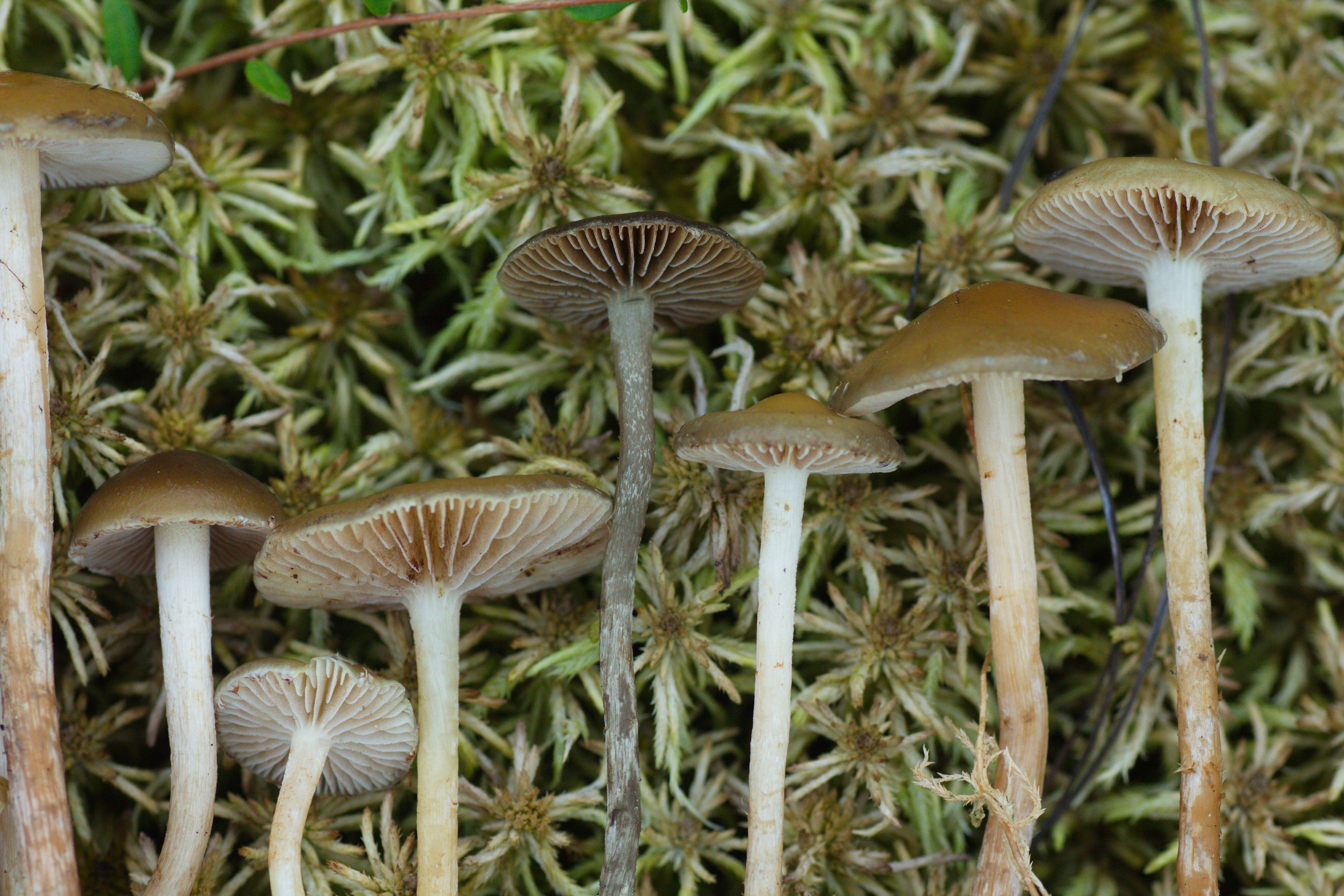
H. myosotis  !

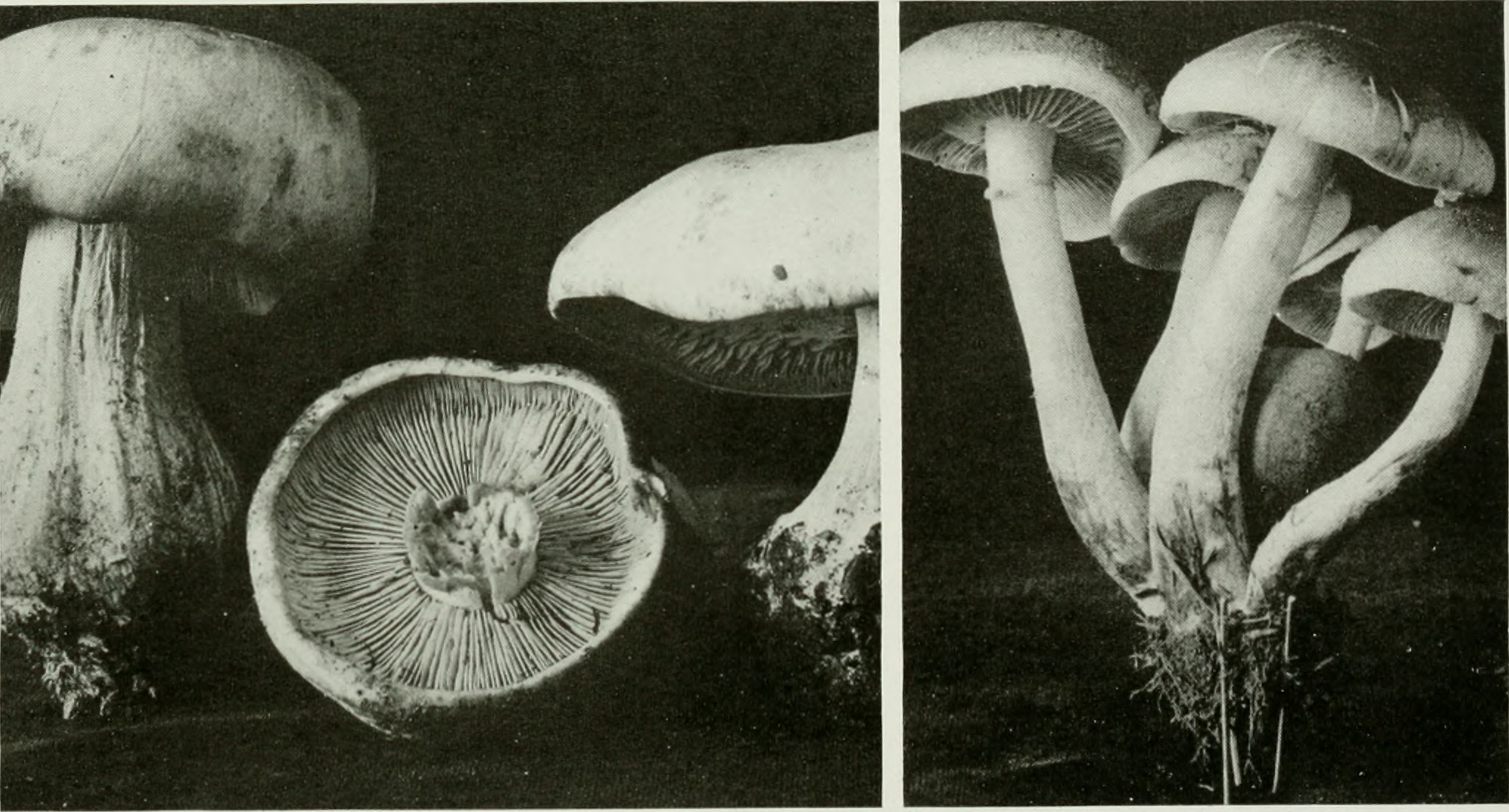
H. perplexum
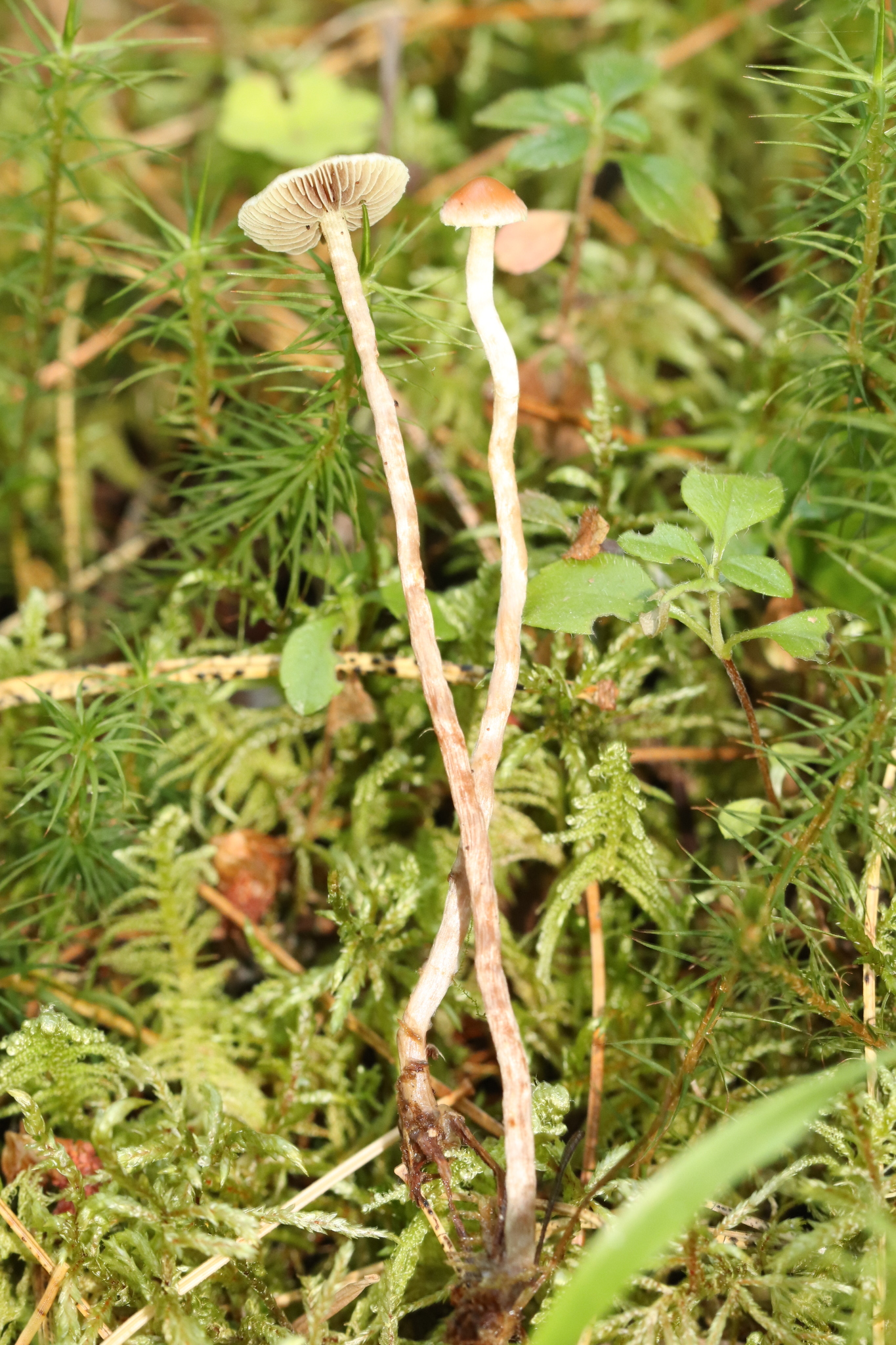
H. polytrichi  !
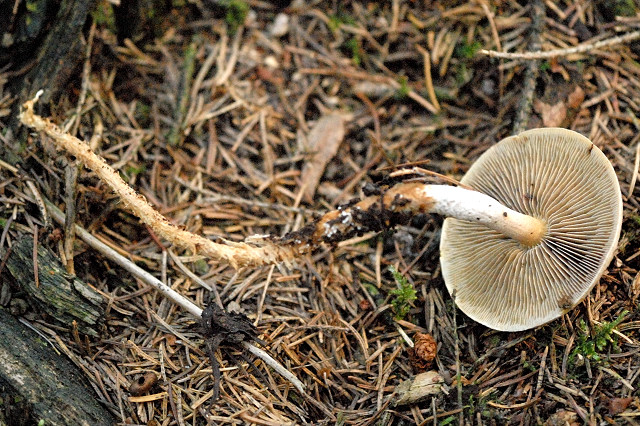
H. radicosum  !!
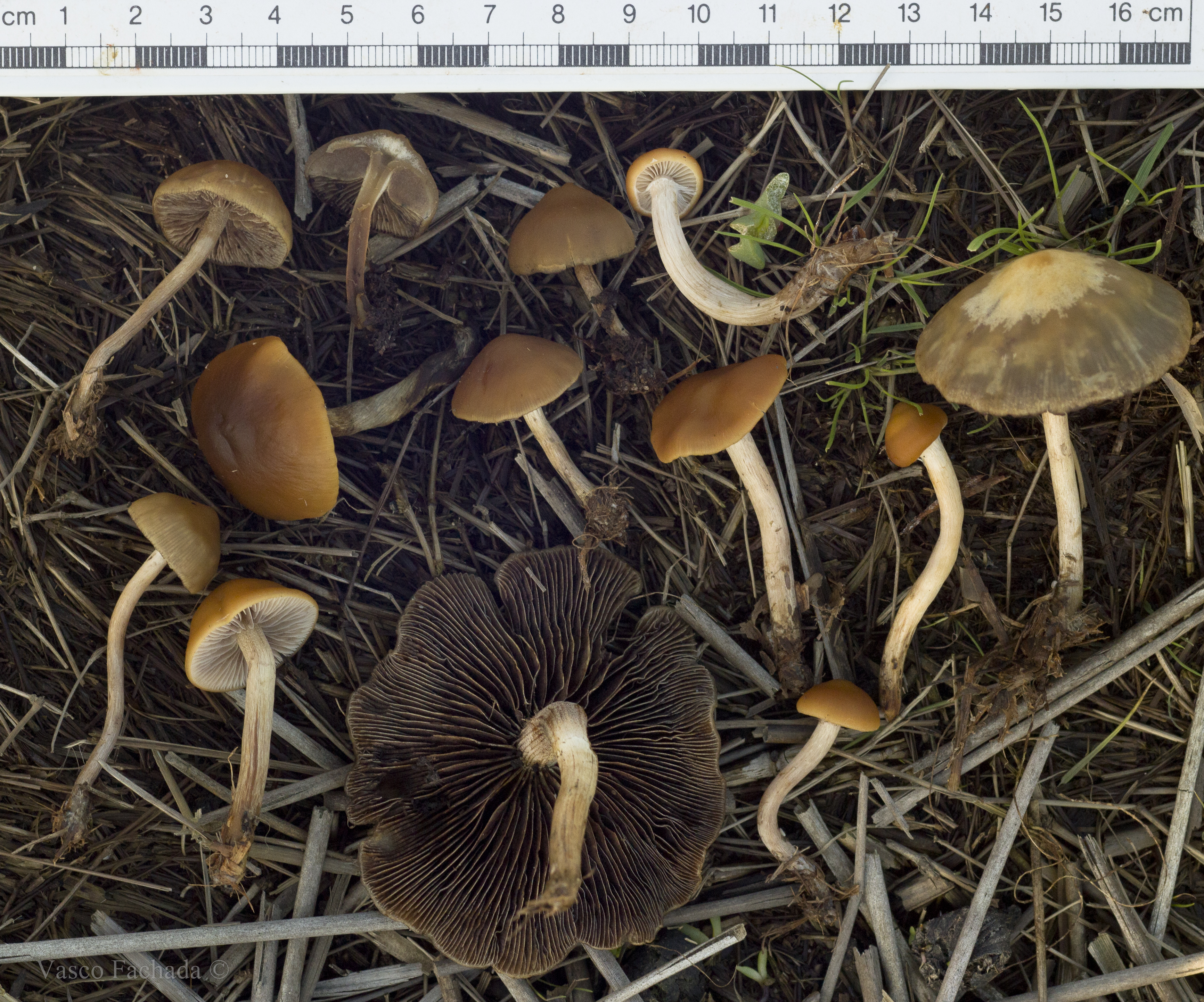
H. subericaeum  !
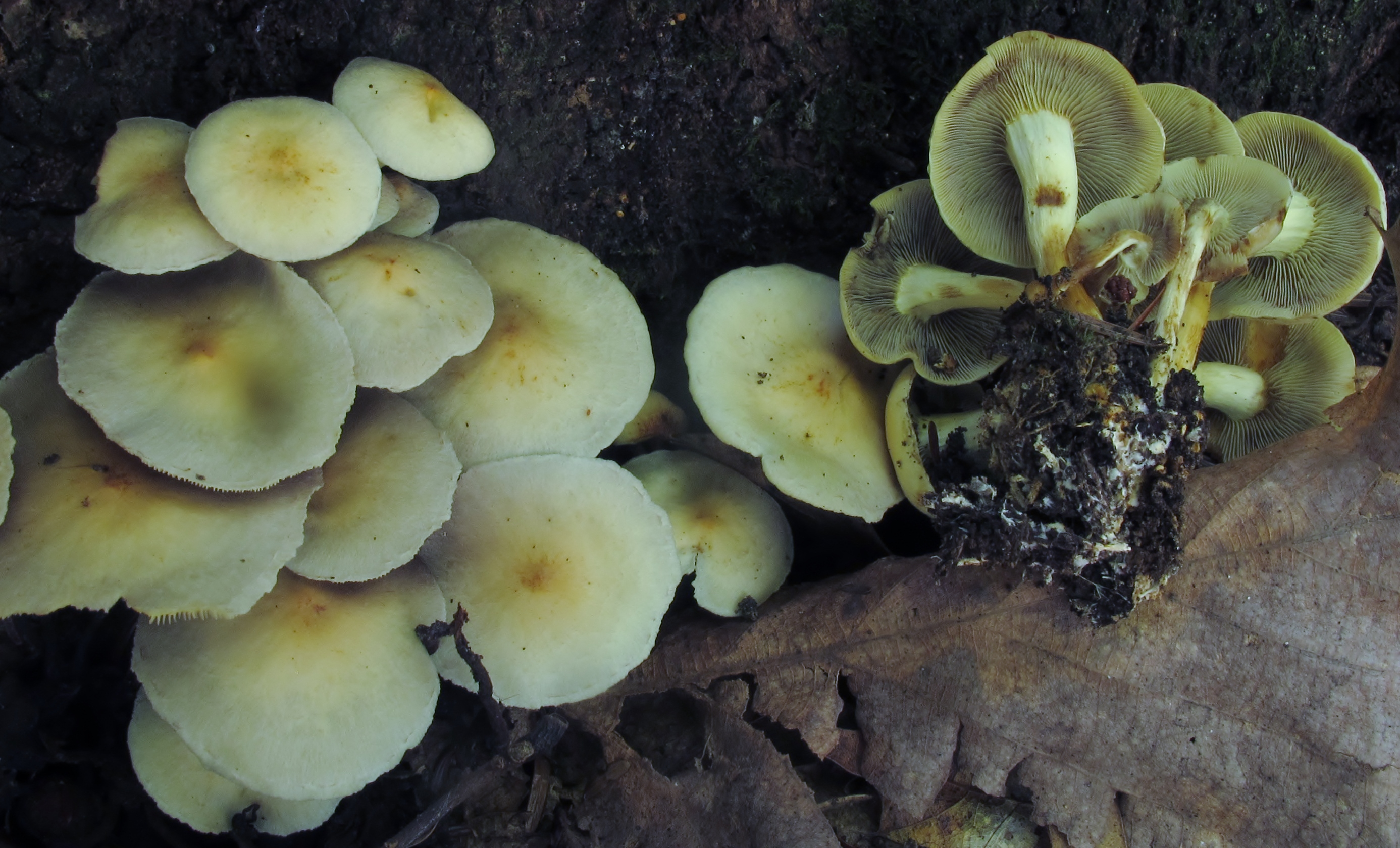
H. subviride  !!

## Genuri înrudite
Genul are o relație cu Agaricus, Pholiota, Psilocybe și Stropharia, dar fără inel distinct. Diferă și mai mult de Agaricus unde tulpina și capacul nu sunt continue.

## Valorificare
Nu puțini bureți ai genului sunt parțial chiar deosebit de otrăvitori (de ex. Hypholoma fasciculare) sau necomestibili din cauza mirosului și/sau gustului, dar există și specii comestibile, unele chiar foarte gustoase (de ex. Hypholoma capnoides). Nu sunt foarte ușor de diferențiat.